# المحكمة العليا السودانية
السلطة القضائية ودورها في السلطة بالسودان فيمكن تقسيمها على عهدين. عهد المصلحة القضائية 1899- 1956 عهد الهيئة القضائية 1956-2005
 المقصود بدرجات التقاضي هو التسلسل أو التدرج الإجرائي للقضايا أو الدعاوي امام المحاكم من لحظة قبول الدعوي الي صدور الحكم النهائي وتمر الاجراءات خلال هذه الفترة الاجرائية بمرحلة الحكم الابتدائي ومرحلة الاستئناف ولا ترفع الاحكام الي المحكمة العليا الا في حالات معينة.التقاضي في السودان اسس علي درجتين وهما:
- قضاء أول درجة وهو القضاء الذي ينظر النزاع أو الدعوي ابتدائيا..تصدر الحكم ابتدائا
- قضاء تاني درجة وهو القضاء الذي ينظر النزاع أو الدعوي استئنافيا.. تصدر الحكم استئنافا
- ولا يوجد درجة ثالثة من درجات التقاضي امام المحاكم، وقد يتبادر سؤال عن المحكمة العليا بأعتباره مرحلة ثالثة ولكن يجب ان تعلم ان المحكمة العليا لا تعتبر درجة ثالثة من درجات التقاضي انما هي محكمة قانون، فنجد انه لا يرفع لها النزاع أو الدعوي الا إذا كان هناك خطأ في الاتي:

1. خطأ في القانون
2. خطأ في تطبيق القانون
3. خطأ في تفسير القانون

ويعين أعضاء المحكمة العليا من قبل رئيس السودان الذي ينصح في هذا الشأن من قبل المجلس الأعلى للسلطة القضائية، وأعضاء محاكم الاستئناف وغيرهم من الأشخاص الذين تتوافر فيهم المؤهلات المطلوبة.

## مقر المحكمة العليا
يكون مقر المحكمة العليا مدينة الخرطوم ويجوز أن تنشئ لها دوائر في أي مكان آخر حسبما يقرره رئيس القضاء.

## تكوين المحكمة العليا
تتكون المحكمة العليا من:
| - (أ) رئيس القضاء - (ب) نواب رئيس القضاء - (ج) عدد كاف من قضاة المحكمة العليا | - رئيساً - عضواً - عضواً |

## دوائر المحكمة العليا واختصاصاتها
(1) تنشأ بالمحكمة العليا الدوائر الآتية:
(أ) دائرة لنظر الطعن بالنقض في المسائل المدنية،
(ب) دائرة لنظر الطعن بالنقض في المسائل الجنائية،
(ج) دائرة لنظر الطعن بالنقض في مسائل الأحوال الشخصية والوقف للمسلمين،
(د) دائرة لنظر الطعن بالنقض في مسائل الأحوال الشخصية والوقف لغير المسلمين.
(2) يشكل رئيس القضاء الدوائر وينظم سير العمل فيها من ثلاثة قضاة فيما عدا الدائرة الجنائية التي تنظر في تأييد أحكام الإعدام وأحكام القطع والقطع من خلاف فتشكل من خمسة قضاة.
(3) تصدر القرارات والأحكام التي تصدرها أي من الدوائر المنصوص عليها في البند (1) بأغلبية الآراء.

## شروط تعيين قضاة المحكمة العليا
مع مراعاة أحكام المادة 19 يكون تعيين قضاة المحكمة العليا على الوجه الآتى:
(أ) بالاختيار من بين قضاة محكمة الإستئناف،
(ب) بالتعيين من خارج أعضاء الهيئة القضائية وذلك على الوجه الآتى:
(أولا) من قضاة المحكمة العليا ومحاكم الإستئناف السابقين،
(ثانيا) من المستشارين القانونيين بوزارة العدل بشرط أن يكونوا قد قضوا فعلاً مدة لا تقل عن ثمان عشرة سنة في مهنة القانون،
(ثالثا) من المحامين بشرط أن يكونوا قد مارسوا فعلاً مهنة القانون لمدة لا تقل عن ثمان عشرة سنة،
(رابعا) من أعضاء هيئة تدريس القانون بإحدى الجامعات المعترف بها في السودان بشرط أن يكونوا قد مارسوا تدريس القانون أو مهنة القانون فعلاً لمدة لا تقل عن ثمان عشرة سنة.